# Hyloniscus vividus
Hyloniscus vividus är en kräftdjursart som först beskrevs av Koch 1841.  Hyloniscus vividus ingår i släktet Hyloniscus och familjen Trichoniscidae. Inga underarter finns listade i Catalogue of Life.